# SYNGR2
SYNGR2 (англ. Synaptogyrin 2) – білок, який кодується однойменним геном, розташованим у людей на довгому плечі 17-ї хромосоми. Довжина поліпептидного ланцюга білка становить 224 амінокислот, а молекулярна маса — 24 810.
| 10         |  | 20         |  | 30         |  | 40         |  | 50         |
| ---------- |  | ---------- |  | ---------- |  | ---------- |  | ---------- |
| MESGAYGAAK |  | AGGSFDLRRF |  | LTQPQVVARA |  | VCLVFALIVF |  | SCIYGEGYSN |
| AHESKQMYCV |  | FNRNEDACRY |  | GSAIGVLAFL |  | ASAFFLVVDA |  | YFPQISNATD |
| RKYLVIGDLL |  | FSALWTFLWF |  | VGFCFLTNQW |  | AVTNPKDVLV |  | GADSVRAAIT |
| FSFFSIFSWG |  | VLASLAYQRY |  | KAGVDDFIQN |  | YVDPTPDPNT |  | AYASYPGASV |
| DNYQQPPFTQ |  | NAETTEGYQP |  | PPVY       |  |            |  |            |

A: Аланін

C: Цистеїн

D: Аспарагінова кислота

E: Глутамінова кислота

F: Фенілаланін

G: Гліцин

H: Гістидин

I: Ізолейцин

K: Лізин

L: Лейцин

M: Метіонін

N: Аспарагін

P: Пролін

Q: Глутамін

R: Аргінін

S: Серин

T: Треонін

V: Валін

W: Триптофан

Кодований геном білок за функцією належить до фосфопротеїнів. 
Задіяний у таких біологічних процесах, як ацетилювання, альтернативний сплайсинг. 
Локалізований у мембрані, цитоплазматичних везикулах.